# Skelund Sogn
Skelund Sogn er et sogn i Hadsund Provsti (Aalborg Stift).
I 1800-tallet var Visborg Sogn anneks til Skelund Sogn. Begge sogne hørte til Hindsted Herred i Ålborg Amt. Skelund-Visborg sognekommune indgik i 1937 i den første Hadsund Kommune, der ved kommunalreformen i 1970 blev udvidet og ved strukturreformen i 2007 indgik i Mariagerfjord Kommune.
I Skelund Sogn ligger Skelund Kirke.
I sognet findes følgende autoriserede stednavne:
- Als Brohuse (bebyggelse)
- Mosehuse (bebyggelse)
- Skelund (bebyggelse, ejerlav)
- Tornskær (bebyggelse)
- Vandkær (areal, bebyggelse)
- Veddum (bebyggelse, ejerlav)
- Veddum Have (bebyggelse)
- Veddum Hylt (bebyggelse)
- Veddum Vorn (bebyggelse)